# 海老咲あお
海老咲 あお（えびさき あお、2000年9月15日 - ）は、日本のAV女優。C-more エンターテイメント所属。

## 略歴
2023年9月23日、ピヨまる(仮)名義でX（旧Twitter）を開始。
2024年3月12日、半年間使用した名前 ピヨまる(仮)に別れを告げ、活動名が海老咲あおに決定。
2024年3月16日、「海老キャス」を配信開始。
2024年4月9日、アイデアポケット専属女優として
『FIRST IMPRESSION 170 九州が生んだSEXの天才お姉さんデビュー！！』でAVデビュー。
2024年8月10日、同期で同じ所属事務所、森あやみとYouTubeチャンネル「えびえびもりもり」を配信開始。
2024年8月21日、Instagramを開始。
2024年9月9日、初の音楽活動 Milky Pop Generation 音楽配信LIVE「月で逢いましょう」vol.102 ニューカマースペシャル（海老咲あお/早坂ひめ/神楽ももか）に出演し、「高嶺の花子さん」(back number）-「夢見る少女じゃいられない」(相川七瀬）-「泣き顔スマイル」(琵奈子(hinaco））3曲のカバーを披露した。
2024年11月6日、ミルジェネLIVEで活躍中のアーティストが一堂に会する2夜連続のライブ、Milky Pop Generation／ミルジェネ「Sweet Memories 2024」DAY2に初参加。
2024年11月8日、毎週火曜と金曜の夜9時に配信される「はだかいっかん！」スピンオフ企画「セクシーキャストの素顔」のMCを担当。
2024年12月3日、アタッカーズ専属女優としてメーカー移籍。
2024年12月17日、Fitchとアタッカーズのダブル専属を発表。
2024年12月25日、「楽演祭」vol.34 〜栄川乃亜生誕記念＆クリスマスSP〜 に初参加。
2025年1月3日、X（旧Twitter）のサブアカウント「えびつぶ」を開始。
2025年4月27日、TikTok「海老咲大好き倶楽部」を開始。
2025年6月26日、ミルジェネが送る新企画音楽LIVE「KNOCKIN' ON THE DOORS」#2 に出演。

## 人物
- 福岡県出身。母にAV女優をやりたいと伝えたところ、母も18歳の時にAV女優をやりたいと祖母に相談したが反対され、夢が叶わなかったことをカミングアウトされた[17][18]。
- 好きな食べ物はエビ、焼き鳥、和菓子。好きな飲み物は日本茶、台湾烏龍茶、フルーツティー。好きな色は青で好きな四字熟語は因果応報。趣味はカラオケ、温泉、サウナ、ジム通い、茶葉集め。特技は体を動かすこと、人を笑わせること（エロいと面白いは最高の褒め言葉）。好きなアーティストはももいろクローバーZ、WANIMA。16Personalities(MBTI)はINFJ（提唱者）。非喫煙者であり酒はたしなむ程度[19]。
- 体を動かすのが大好きで1日オフがあったらハードに筋トレをしたいとゆうほどのジム好き ジムは娯楽と語り 週3～4日の筋トレや運動で鍛えたくびれ[20]、腹筋、背筋、そして体力に自信がある。後日 光文社『FLASH』で「週に3〜4日ピラティスに通って」いると掲載されていたことが判明 自身のYoutubeでジムなど合わせての日数であると訂正している[21]。
- イメージDVDのインタビューで『キングダム』にハマり最新刊まで読破し寝不足の日々を送ったと答える。漫画は少年漫画系が好き[22]。
- 小学校低学年の時、調べ学習室の掃除中に棚から落下した本を手に取り 中に描かれていた男と女の人が合体しているデッサンを目にする。これが何なのかを知りたく家のパソコンでひたすら検索（しかし所詮は小学生、エロい言葉のボキャブラリーが少ないため手当たり次第に文字を入力）、同時期に父親の隠し持っていたDVDをこっそり視聴し多数の検索ワード収集に成功、本格的に性を知り覚醒する。同学年の男子が下ネタを話し はしゃいでいる姿を横目で見つつ、心の内でレベルの違いに笑みを浮かべていた[23]。
- 自身が演劇をしていたので 昔からAVを作品としてもしっかり鑑賞。 観ながら自分だったらこうするかな？ 視覚と聴覚を自分なりの表現で最大限に発揮したら 世の男性をどれだけ興奮させることができるのかな？ など考えていて、自身が出演する作品では台本をしっかり読み込み、役作りをして撮影に挑んでいる。しかし実際の現場は演劇と異なり スッと役に入り込むのが難しく、悩み、もがき、落ち込むことが多々あり、そんな時は 一晩寝れば元気になるポジティブ思考と 持ち前の明るさで乗り越えている[24]。

## 作品

### アダルトDVD
- FIRST IMPRESSION 170 九州が生んだSEXの天才お姉さんデビュー！！（4月9日、アイデアポケット）
- 新世代フェラチオクイーン誕生！ キスしてフェラして射精ザーメンまみれでまたフェラチオ（5月14日、アイデアポケット）
- SEXの天才！神BODYソープ嬢が癒しの笑顔とスケベな腰使いで射精に導いてくれる極楽ソープ3本番（6月11日、アイデアポケット）
- セックスで筋肉を仕上げたド痴女の絶倫騎乗位でガックガクにされたM男（7月9日、アイデアポケット）[25]
- 出張先が記録的豪雨で童貞部下と突然相部屋に…雨で濡れた身体に興奮した部下に襲われ朝まで7発のびしょ濡れ絶倫性交（8月13日、アイデアポケット）
- めちゃくちゃ柔らかい おっぱいナースの最高に気持ちいい むにゅむにゅパイズリ（9月10日、アイデアポケット）
- 死ぬほど大嫌いな上司と出張先の温泉旅館でまさかの相部屋に… 醜い絶倫おやじに何度も何度もイカされてしまった私（10月8日、アイデアポケット）
- リピーター続出！ 巷で噂の本番できちゃう逆バニーおっパブ嬢 美乳Gカップ！！（11月12日、アイデアポケット）

- 最高の愛人、最高の中出し（1月7日、アタッカーズ）
- W専属決定！憧れのキャリア系女上司と出張先で相部屋！ 唾液ベロベロ密着舐め尽くし 抜かずのナマ連射SEX（1月21日、Fitch）
- あの美術の先生が僕らのチ〇ポをこんなに下品にしゃぶってくれるなんて夢みたいだ（2月4日、アタッカーズ）
- 弟の僕を世界で1番に愛してくれる巨乳お姉ちゃんの授乳手コキよしよし（2月18日、Fitch）
- 焦らされて焦らされて、脳汁が出るほど焦らされまくった後に狂うほど射精させられた僕はもう女上司の事しか考えられない（3月4日、アタッカーズ）
- 究極のフェラチオ！！男性器をおクチ診療するバキューム吸引クリニック（3月18日、Fitch）
- 義父のカラダを全身舐めしゃぶり尽くす人妻（4月1日、アタッカーズ）
- 実写版！シンママパパカツ 職場の女子とアプリで出会ったら（4月15日、Fitch）
- 「お前の奥さん一か月間貸してくれよ。」僕が絶対に断れない状況で妻が上司に抱かれる夜（5月6日、アタッカーズ）
- エグいオナニー特化アングルで国宝級の美ヒップを味わい尽くす 肉感巨尻マニアックス（5月20日、Fitch）
- 夜勤明けの僕の『疲れマラ』を見た隣に住んでる人妻が、僕のカラダで欲求不満を解消しにくるのでここ三日間一睡もしてません…（6月3日、アタッカーズ）
- 童貞筆おろし撮影のはずが…まさかの逆転！超絶倫男に追われてハメられまくり追撃巨乳イキ（6月17日、Fitch）
- 「不倫なんて絶対許せない」と言っていた不倫調査員の人妻が寝取られてしまうまで（7月1日、アタッカーズ）
- 悪魔的スローな射精コントロール じっくり肉棒ペットを弄ぶ肉感痴女（7月15日、Fitch）
- ゴミ屋敷で暮らす義父の汚精子で顔も子宮もぐちゃぐちゃにされた人妻（8月5日、アタッカーズ）
- M男は飲み物 絶対痴女の性感開発フルコース（8月19日、Fitch）
- 人妻愛人秘書のおねだり淫語奴（9月2日、アタッカーズ）
- チクビで一緒に気持ち良くなりましょう 乳首マニアックス（9月16日、Fitch）

### アダルトVR
- 汗・涎・潮・マン汁 海老咲あおエロ体液溢れるウエット性交VR 超貴重・SSR超単体女優のエロ汁 男だったら味わいたいでしょ！？（9月27日、アイデアポケット）

### イメージDVD
- Ao First steps！！（5月16日、REbecca）

- Ao2 真夏の放物線（7月3日、REbecca）
- 抜けるようなあお（7月25日、アースダイバー）

### 写真集
2025年
- 海老咲あお写真集『抜けるようなあお』（7月25日、ジーウォーク、撮影：篠原潔）ISBN 978-4-86717-864-5

### デジタル写真集
2024年
- 『和を脱ぎ捨てて』FLASHデジタル写真集（5月14日、光文社）
- 『海老咲あお あおに染まる vol.1』FRIDAYデジタル写真集（7月19日、講談社）
- 『海老咲あお あおに染まる vol.2 120ページ豪華版』FRIDAYデジタル写真集（7月19日、講談社）
- 『海老咲あお もぎたてGカップ vol.1』FRIDAYデジタル写真集（8月30日、講談社）
- 『海老咲あお もぎたてGカップ vol.2 オール未公開100カット超完全版』FRIDAYデジタル写真集（8月30日、講談社）

## 掲載

### 雑誌
- FLASH 2024年4月9日号（光文社）- グラビア-袋とじ『和を脱ぎ捨てて』
- 週刊実話 2024年5月2日号（日本ジャーナル出版）- グラビア-袋とじ『G乳露出』
- FLASH 2024年6月18日号（光文社）- グラビア-袋とじ『もう一度見たい！和製Gカップ』
- 週刊実話 2024年7月18日号（日本ジャーナル出版）- グラビア『はんなりG乳』
- 週刊アサヒ芸能 2024年8月1日号（徳間書店）- グラビア『柔肌Gカップの誘惑』
- 週刊プレイボーイ 2024年11月11日号（集英社）-『2024「ドライチ」ＡＶ女優９人‼』
- 週刊実話 2024年12月26日号（日本ジャーナル出版）- グラビア『Gカップがお好きでしょ?』
- 週刊実話 2025年7月10日号（日本ジャーナル出版）- グラビア『こぼれ落ちるGカップ』

## 製品

### カレンダー
- 海老咲あお 2025年カレンダー （2024年12月8日- C-more エンターテイメント）

## 出演

### ウェブテレビ
- はだかいっかん! YouTube[26]
- 本庄鈴ととのいました[27]（2025年3月15日、DMMオンラインサロン「エンタちゃん放送局」）

### 音楽イベント
- 月で逢いましょう vol.102 ニューカマースペシャル[8]（2024年9月9日、東京・三軒茶屋グレープフルーツムーン）
- ミルジェネ「Sweet Memories 2024」 DAY2[9]（2024年11月6日、東京・新宿ReNY）
- 楽演祭 vol.34 〜栄川乃亜生誕記念＆クリスマスSP〜[13](2024年12月25日、東京・池袋LiveinnROSA)
- よりカジュアルにフットワーク軽く音楽を！「KNOCKIN’ ON THE DOORS」＃2（2025年6月26日、東京・初台DOORS）

### 舞台
- 朗読実験室『詠む人たちと聴く人たち』（2025年2月21日 - 2月24日、東京・BISTRO NOCHE）